# 文蛤屬
文蛤屬（學名：Meretrix）是簾蛤科一個可食用鹹水蛤蜊的屬，是海洋雙殼綱軟體動物的一類。其物種皆可食用。

## 型態特徵
外殼從小型到大型，左右等殻，外型近似三角形。殻厚而硬，表面平滑而且有光澤。所以從前常被人加工成為圍棋的棋子。
殻有成長輪，大多數都有放射帶斑紋。有三個主鉸齒，前側齒發達。殼的內側並沒有珠母層，呈白色。

## 屬
1887年時，Fischer曾將當時有部分作者視為美女蛤属亚属的光壳蛤属列作为本属的亚属，直至1902年Dall才將光壳蛤属獨立出去。
現時列在文蛤屬以下至少有9個物種命名，當中有不少現時被認為是異名。需留意不同文獻對同一物種可能有不同的譯名；但另一方面不同文獻也可能用上同一譯文去指不同的物種。
下列各物種的中文譯名依從藍子樵教授的出版，現時（截至2018年8月19日）在WoRMS列出本屬的五個物種:
- 韓國文蛤 Meretrix lamarckii Deshayes, 1853
- 普通文蛤 Meretrix lusoria (Röding, 1789)
- 簾文蛤 Meretrix lyrata Sowerby, 1851[1]：又译为皱肋文蛤
- 臺灣文蛤 Meretrix meretrix Linnaeus, 1758（和M. taiwanica不同，暂无新译名）
- 中華文蛤 Meretrix petechialis Lamarck, 1818

2023年，原產於台灣淡水河口的養殖文蛤，被確認為新物種
- 台灣文蛤 Meretrix taiwanica Hsiao & Chuang, 2023

## 外部連結
- 維基物種上的相關：文蛤屬